# U.S. Route 331
La U.S. Route 331 (US 331) est une US Route auxiliaire de la US 31. Elle parcourt près de 150 miles (240 km) depuis Santa Rosa Beach, Floride jusqu'à Montgomery, Alabama. Contrairement aux US 131, US 231 et US 431, la US 331 ne rencontre pas sa route-mère; cependant, les deux routes se trouvent à moins de 4 miles (6,4 km) l'une de l'autre à Montgomery.

## Description du tracé

### Floride
La US 331 débute à l'intersection avec la US 98 dans la Forêt d'état de Point Washington, près de Miramar Beach. Elle se dirige vers le nord et traverse la Baie de Choctawhachee. Elle passe ensuite par Freeport et DeFuniak Springs avant de bifurquer vers le nord-ouest. Elle poursuit son trajet et atteint Paxton, à la frontière de l'Alabama.

### Alabama
La US 331 entre en Alabama à Florala. Elle se dirige vers le nord et contourne Opp. Elle atteint ensuite Brantley et Luverne avant d'arriver au sud de Montgomery. À l'intersection avec la US 80 / US 82, la route prend fin.

## Intersections majeures
Floride
 US 98 près de Miramar Beach
 I-10 à DeFuniak Springs
 US 90 à DeFuniak Springs. Les routes forment un multiplex dans la ville.
Alabama
 US 84 à Opp. Les routes forment un multiplex dans la ville.
 US 29 à Brantley. Les routes forment un multiplex jusqu'à Luverne.
 US 80 / US 82 à Montgomery